# Sebastian Grønning
Sebastian Grønning Andersen (n. Aalborg, Dinamarca, 3 de febrero de 1997) es un futbolista danés que juega de delantero en las filas del Club Deportivo Castellón de la Primera División RFEF.

## Trayectoria
Grønning es un jugador formado en las categorías inferiores del Aalborg BK, con el que consiguió debutar con el primer equipo en la temporada 2016-17.
Tras salir Aalborg BK, formaría parte de los equipos daneses del Hobro IK, Skive IK y Viborg FF, con el que lograría el campeonato de Liga en Segunda División, siendo pichichi con 25 goles.
En enero de 2022, se marcha a Corea del Sur donde jugaría durante seis meses en las filas del Suwon Bluewings.
El 31 de agosto de 2022, regresa a Dinamarca para jugar en el Aarhus GF.
En enero de 2023, firma por el OFI Creta de la Superliga de Grecia, con el que disputa 5 partidos de liga y 3 partidos de play-out por evitar el descenso, en que anota un gol.
El 17 de agosto de 2023, firma por el Club Deportivo Castellón de la Primera División RFEF.El 27 de agosto, debuta entrando en los minutos finales en la victoria 2-1 contra el Málaga CF.
El 31 de enero de 2024, abandona el Club Deportivo Castellón para fichar por el FC Ingolstadt 04 de la 3. Liga alemana.

## Clubes
| Club                     |  | País          | Año       |
| ------------------------ |  | ------------- | --------- |
| Aalborg BK               |  | Dinamarca     | 2016-2017 |
| Hobro IK                 |  | Dinamarca     | 2017-2019 |
| Skive IK                 |  | Dinamarca     | 2019-2020 |
| Viborg FF                |  | Dinamarca     | 2020-2021 |
| Suwon Bluewings          |  | Corea del Sur | 2022      |
| Aarhus GF                |  | Dinamarca     | 2022-2023 |
| OFI Creta                |  | Grecia        | 2023      |
| Club Deportivo Castellón |  | España        | 2023-2024 |